# Bistum San Marcos
Das Bistum San Marcos (lat.: Dioecesis Sancti Marci in Guatimala) ist ein in Guatemala gelegenes römisch-katholisches Bistum mit Sitz in San Marcos. Es umfasst das Departamento San Marcos.

## Geschichte
Papst Pius XII. gründete das Bistum San Marcos am 10. März 1951 aus Gebietsabtretungen des Bistums Quetzaltenango, das dem Erzbistum Guatemala als Suffraganbistum unterstellt wurde.
Am 22. Juli 1961 verlor es einen Teil des Territoriums an die Territorialprälatur Huehuetenango. Am 13. Februar 1996 wurde es Teil der Kirchenprovinz des Erzbistums Los Altos Quetzaltenango-Totonicapán.

## Bischöfe von San Marcos
- Celestino Miguel Fernández Pérez OFM, 30. November 1955–7. Dezember 1971
- Próspero Penados del Barrio, 7. Dezember 1971–1. Dezember 1983, dann Erzbischof von Guatemala
- Julio Amílcar Bethancourt Fioravanti, 4. April 1984–10. März 1988, dann Bischof von Huehuetenango
- Álvaro Ramazzini, 5. Dezember 1988–14. Mai 2012, dann Bischof von Huehuetenango
- Carlos Enrique Trinidad Gómez, 4. November 2014–9. Mai 2018
- Bernabé de Jesús Sagastume Lemus OFMCap, seit 11. Januar 2021